# Teresa Demjanovich
Teresa Demjanovich (ur. 26 marca 1901 w Bayonne, zm. 8 maja 1927 w Convent Station) – pierwsza amerykańska zakonnica z XX w. wyniesiona na ołtarze, elżbietanka (CSSE), błogosławiona Kościoła katolickiego.
Teresa Demjanovich pochodziła z rodziny słowackich imigrantów greckokatolickich. Była najmłodszą z siedmiorga dzieci. Mając 11 lat ukończyła gimnazjum. W 1918 r. zmarła jej matka. Rozpoczęła naukę w Kolegium św. Elżbiety we wrześniu 1919 r. Otrzymała dyplom uczelni z najwyższym wyróżnieniem w czerwcu 1923 r. Jej kierownikiem duchownym był ksiądz Benedykt Bradley.
Zmarła w wieku 26 lat w opinii świętości.

## Kult
Została beatyfikowana, w imieniu papieża Franciszka, przez kardynała Angelo Amato w dniu 4 października 2014 r. Uroczystości odbyły się podczas mszy w katedrze pw. Najświętszego Serca Pana Jezusa w Newark w stanie New Jersey.
Wspomnienie liturgiczne bł. Teresy obchodzone jest w dies natalis (8 maja).